# Herodotia haitiensis
Herodotia es un género monotípico de plantas herbáceas perteneciente a la familia de las asteráceas. Su única especie: Herodotia haitiensis, es originaria de la Hispaniola, donde se encuentra en Massif de la Selle, Pétionville, Haití.

## Taxonomía
Herodotia haitiensis fue descrita por Urb. & Ekman  y publicado en Arkiv för Botanik utgivet av K. Svenska Vetenskapsakademien 20(5): 64. 1926.